# Meyenburg (Osterstade)
Meyenburg ist eine Ortschaft in der Gemeinde Schwanewede im Landkreis Osterholz in Niedersachsen. Zu Meyenburg gehören die Ortslagen Damm, Mühlengrund, Brakland und Großer Kamp.

## Lage
Meyenburg befindet sich am Rand der Bremer Schweiz, der Osterholzer Geest sowie der Osterstader Marsch. Der Aschwarder Flutgraben fließt durch den Ortsteil Mühlengrund und bildet im weiteren Verlauf die Nordgrenze der Ortschaft und des Landkreises Osterholz hin zum Nachbarort Uthlede, der zum Landkreis Cuxhaven gehört. Der Kernort Schwanewede liegt südlich von Meyenburg, westlich liegt die Ortschaft Aschwarden.

## Geschichte

Rittergut Meyenburg im Jahr 1903

Ältestes erhaltenes Geschichtsdenkmal ist ein im Forst Düngel zwischen dem Ort und Uthlede in der Gemeinde Hagen im Bremischen nahe der A 27 an der Straße „Bei der Neuen Mühle“ am Waldrand gelegenes Ganggrab aus der Jungsteinzeit.

Meyenburg ist nach der Unterwerfung der Bauernrepublik Osterstade 1233 aus einer Sumpfburg entstanden. In einer Urkunde von 1309 werden die Rechte an eine von der Bürgerschaft der Stadt Bremen gemeinsam mit den Grafen von Stotel, Delmenhorst und Oldenburg und einigen Adelsfamilien der Region erbauten Burg festgelegt. Die Burg wurde von dem Ritter von Wersebe aus Wersabe erstmals 1309 als Wasserburg errichtet, dem heutigen Gut Wersebe. Das Herrenhaus des Ritterguts wurde nach seiner Zerstörung 1429 im Jahre 1504 neu errichtet.

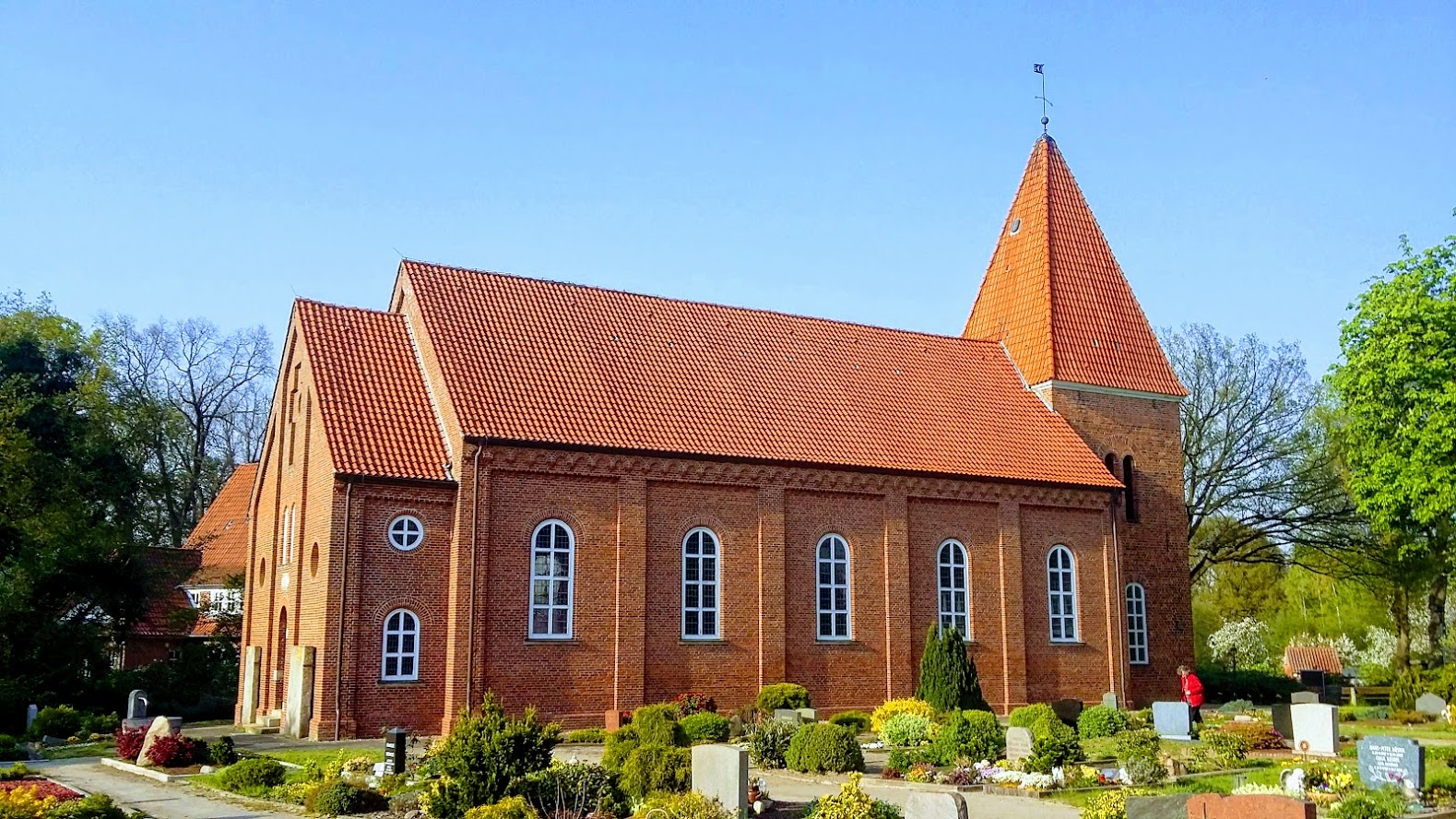
St.-Luciae-Kirche

 Das Dorf Meyenburg entwickelte sich aus der Vorburg, dem Gebiet, in dem des Ritters Knappen angesiedelt wurden. 
1415 wurde eine Kirche errichtet, die 1857 durch den Neubau der heutigen St.-Luciae-Kirche ersetzt wurde. Der Turm von 1752 stammt von dem Vorgängerbau.
Bis 1932 gehörte Meyenburg zum Landkreis Blumenthal. Am 1. März 1974 wurde Meyenburg in die Gemeinde Schwanewede eingegliedert.

## Politik

### Ortsrat
Der Ortsrat, der den Ortsteil Meyenburg vertritt, setzt sich aus sieben Mitgliedern zusammen. Die Ratsmitglieder werden durch eine Kommunalwahl für jeweils fünf Jahre gewählt.
Bei der Kommunalwahl 2021 ergab sich folgende Sitzverteilung:
| Ortsrat 2021Insgesamt 7 Sitze - SPD: 3 - Grüne: 1 - WG: 1 - CDU: 2 |

### Ortsbürgermeister
Ortsbürgermeister: Dominik Schmengler (SPD)

## Gebäude

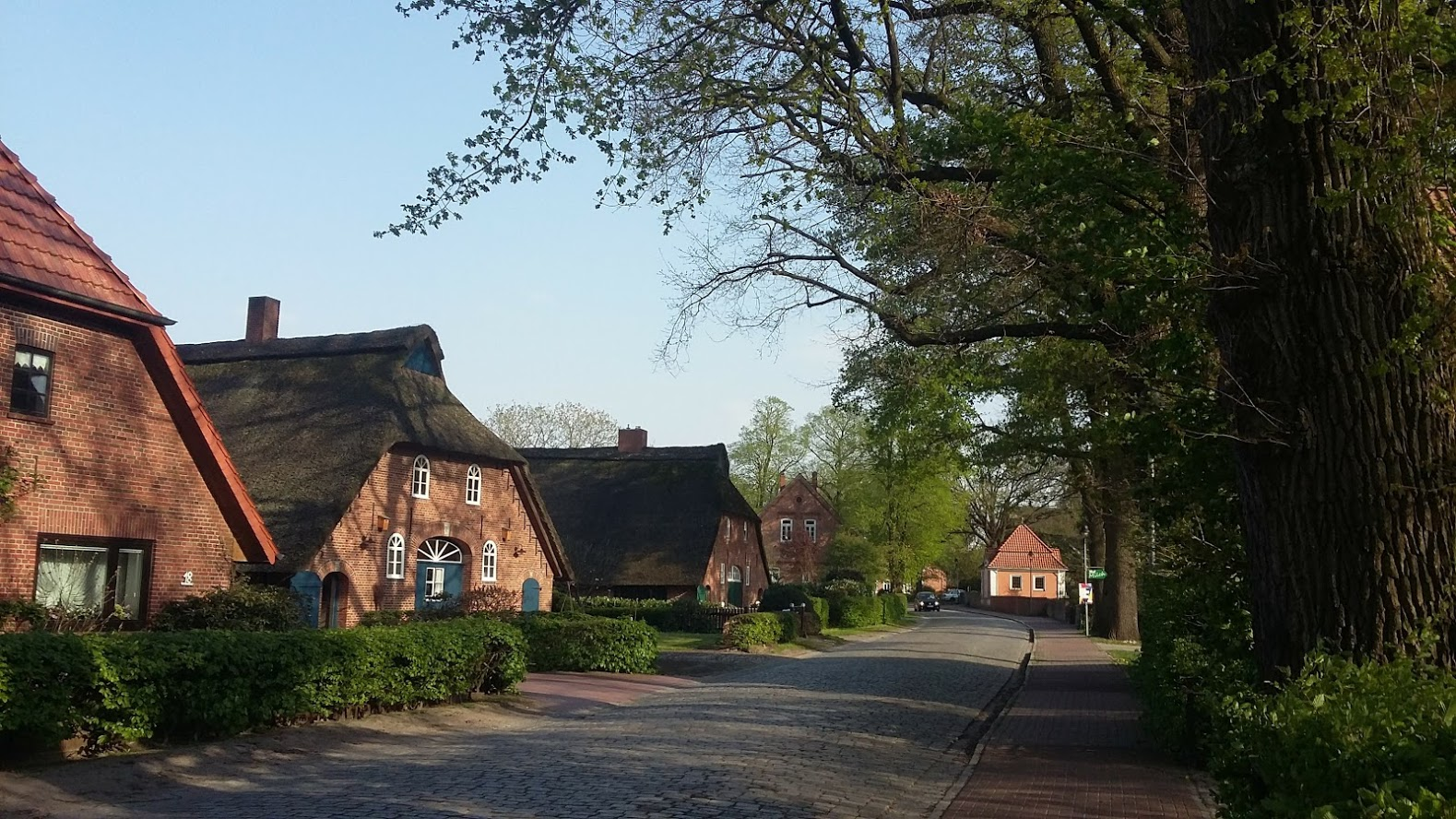
Dorfstraße Meyenburger Damm

Am Meyenburger Damm mit dem ortstypischen Straßenquerschnitt in Kopfsteinpflaster, seitlicher Begrenzung durch die Laubbäume sowie Hecken und wenige Einfriedungen, stehen zumeist giebelständige Wohn- und Wirtschaftsgebäuden und Hofanlagen in Backstein, von denen einige denkmalgeschützt sind: Nr. 1, 3, 4, 7, 8, 14 bis 16, 20 sowie Kirche, Pfarrhaus, Friedhof, Schule und Gasthaus.
- Wohn- und Wirtschaftsgebäude Meyenburger Damm 3 von um 1790 in Fachwerk
- Wohn- und Wirtschaftsgebäude Meyenburger Damm 4 von 1867, massiv
- Ehem. Gaststätte Meyenburger Damm 5 von um 1900, massiv
- Hofanlage Meyenburger Damm 7 von 1858 und um 1780, massiv
- Wohn- und Wirtschaftsgebäude Meyenburger Damm 8 von 1839
- Kirche St. Luciae Meyenburger Damm 9 von 1752 (Turm) und 1857 (Schiff)
- Ehem. Schule Meyenburger Damm 10 von um 1900, massiv
- Pfarrhaus Meyenburger Damm 11 von um 1910
- Wohn- und Wirtschaftsgebäude Meyenburger Damm 14 von und 1875. massiv
- Wohn- und Wirtschaftsgebäude Meyenburger Damm 15 von 1867 in Fachwerk
- Wohn- und Wirtschaftsgebäude Meyenburger Damm 16 von um 1800 in Fachwerk und massivem Wirtschaftsgiebel von 1875, heute Ferienhaus Blaue Grootdoor
- Wohn- und Wirtschaftsgebäude Meyenburger Damm 20 von um 1890, massiv
- Gut Wersebe, Meyenburger Damm 27, von 1504 sowie vom 18. und 19. Jahrhundert, in Fachwerk und massiv

Weitere denkmalgeschützte Gebäude (Auswahl):
- Wohn- und Wirtschaftsgebäude Butendoor 14 von 1688 in Fachwerk und mit Fächerrosetten am Wirtschaftsgiebel
- Wohn- und Wirtschaftsgebäude Butendoor 21 von 1682 in Fachwerk
- Wohn- und Wirtschaftsgebäude Uthleder Straße 9 vom 19. Jh. in Fachwerk

## Wirtschaft und Infrastruktur

### Wirtschaft
In Meyenburg gibt es einen Dorfladen, mehrere gastronomische Einrichtungen sowie zahlreiche landwirtschaftliche Betriebe.

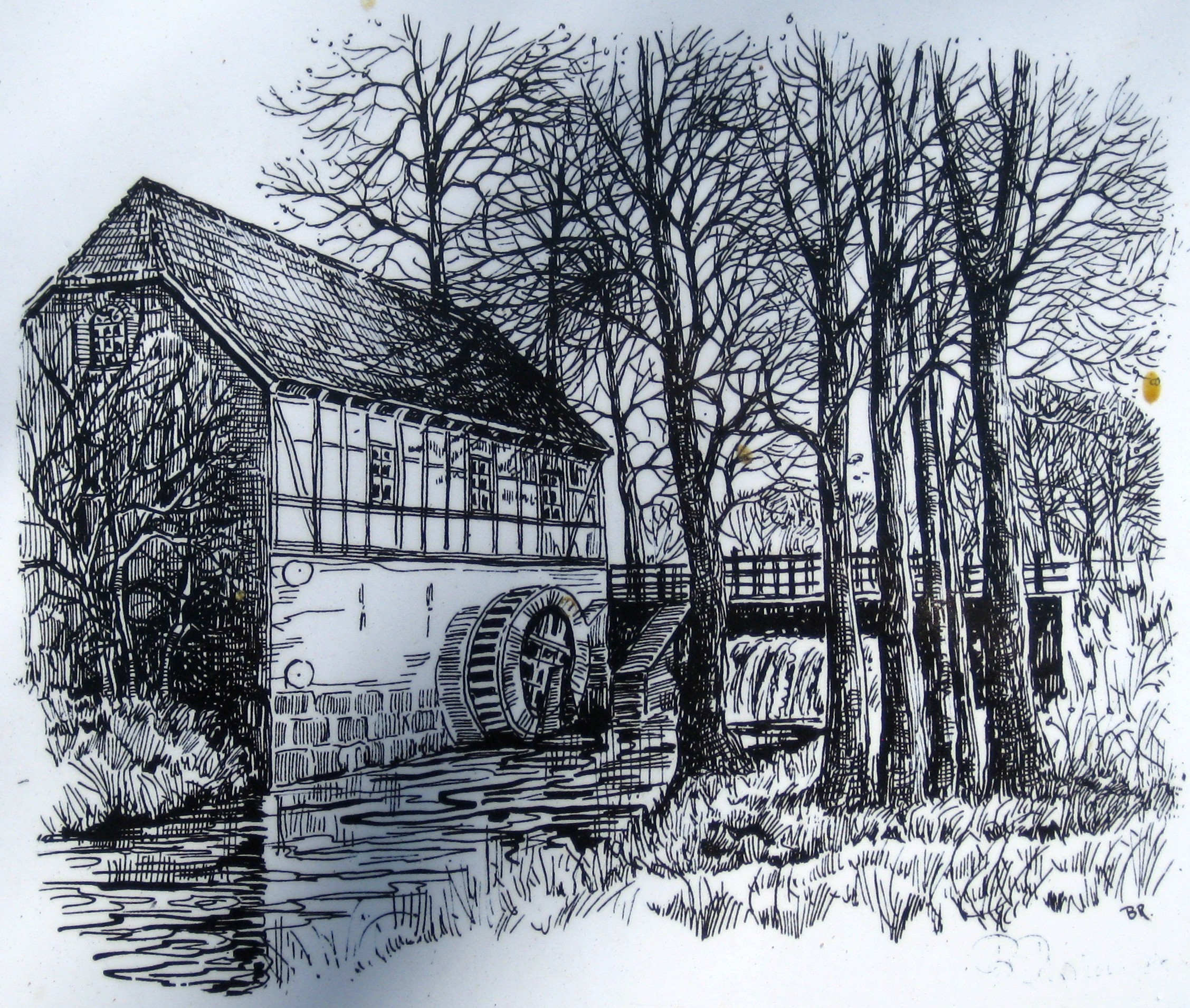
Wassermühle Meyenburg

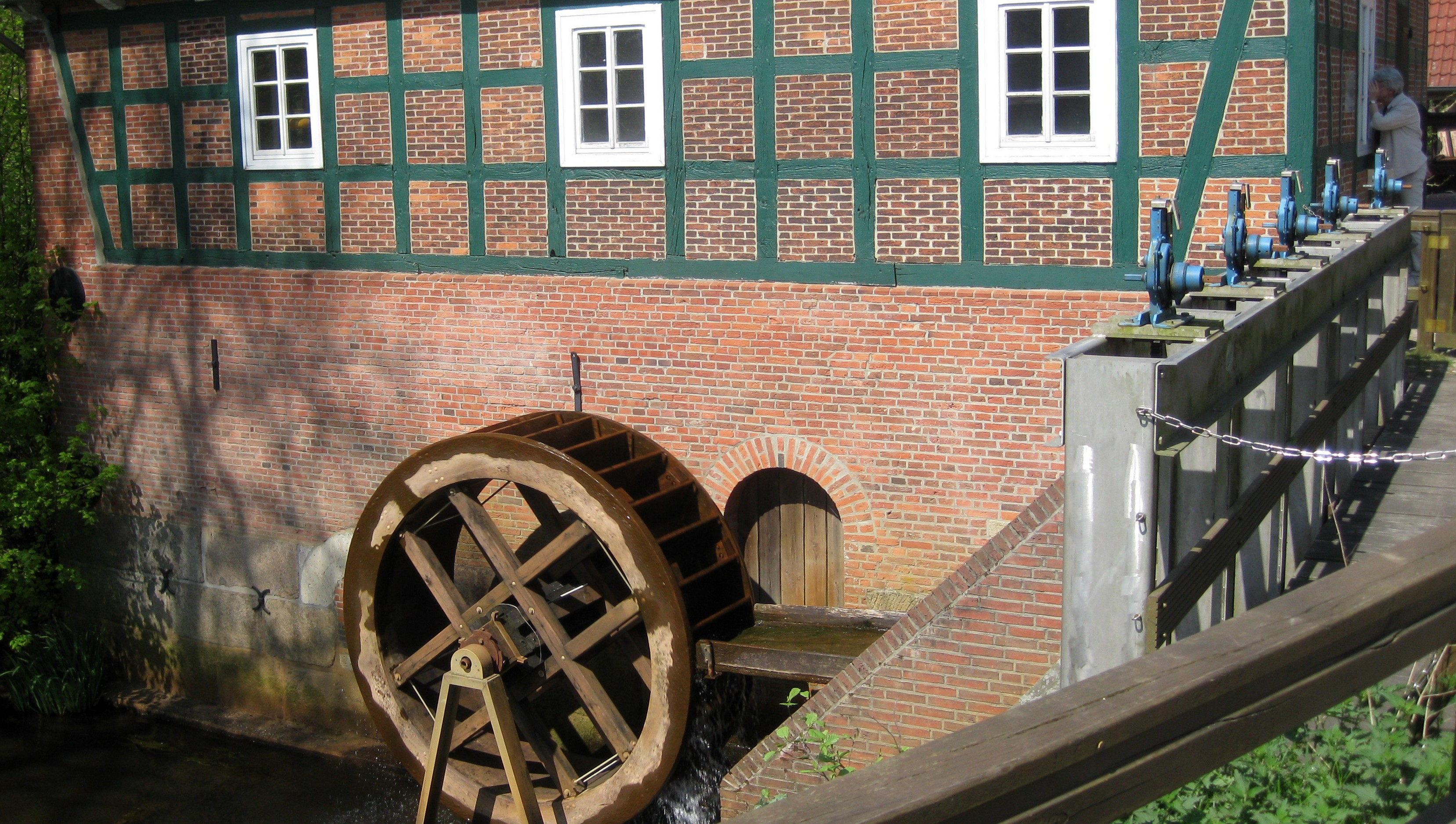
Meyenburger Wassermühle (2012)

Die Wassermühle Meyenburg unterstand verschiedenen Adelsgeschlechtern aus der Region, darunter der ortsansässigen Familie von Wersebe. Sprott- und Sprengbeeke führten immer reichlich Wasser, deshalb kamen in trockenen Zeiten die Bauern von weither zum Mahlen nach Meyenburg. Weitere Mühlen (Öl-, Walk- und Gerstemühlen) waren am Mühlen- und Flutgraben angelegt. Die Hauptmühle verfügte über zwei Mehl- und zwei Graupengänge. Nach einem Brand 1830 wurde sie mit höherer Leistung neu erbaut. 1840 wurde eine Turbine anstelle des hölzernen Mühlrades installiert. 1856 wurde die Mühle nochmals umgebaut. Von 1919 bis 1970 lief eine noch stärkere Turbine. Der letzte Müller, Johann Iggena, legte die Mühle still. Der Landkreis Osterholz ließ das Turbinenhaus abreißen und wieder ein Mühlrad anbringen. In der funktionstüchtigen Mühle befindet sich heute eine vom Arbeitskreis für Dorfverschönerung und Heimatpflege Meyenburg e. V. betriebene Heimatstube.

### Verkehr
Meyenburg ist durch die Buslinien 641, 644 und 677 des Weser-Ems-Busverkehrs mit dem Kernort Schwanewede, Osterholz-Scharmbeck, Hagen im Bremischen und dem Bahnhof in Bremen-Vegesack verbunden. Der Ort ist über die Anschlussstellen Uthlede im Norden und Schwanewede im Süden an die in unmittelbarer Nachbarschaft verlaufende A 27 Bremen-Bremerhaven angeschlossen.

### Einrichtungen
Allgemein:
- Rathaus Schwanewede, Damm 4
- Dorphuus Meyenburg, Schwaneweder Straße 129
- Freiwillige Feuerwehr Meyenburg, Butendoor 19a
- Grundschule Meyenburg, Struckberg 20
- Kindergarten Meyenburg, Struckberg 20a

Vereine:
- Arbeitskreis für Dorfverschönerung und Heimatpflege[6]
- Landfrauenverein[7]
- TSV Meyenburg, Schafkoben

## Persönlichkeiten

### Söhne und Töchter des Ortes
- Dietrich August Adolf von Wersebe (1751–1831), Verwaltungsjurist, Historiker und Autor
- Friedrich Encke (1782–1852), evangelisch-lutherischer Geistlicher und Pädagoge
- Heinrich Otto Ehlers (1846–1910), Politiker, Mitglied des Preußischen Abgeordnetenhauses, Oberbürgermeister der Stadt Danzig
- Wilfried Wolters (1891–1969), lutherischer Theologe und Landessuperintendent von Celle

### Personen, die mit dem Ort in Verbindung stehen
- Hans Walter Berg (1916–2003), erster Asienkorrespondent der ARD, lebte von 1945 bis 1949 auf Gut Meyenburg, Beginn seiner journalistischen Tätigkeit für den Weser-Kurier[8]
- Wilko Jäger (1939–2023), Lehrer und Schulleiter, sowie Heimatkundler, Autor und Fotograf; war von 1967 bis 2004 als Schulleiter der Meyenburger Grundschule tätig und lebte in Meyenburg
- Elisabeth Noltenius (1888–1964), Bremer Malerin, die in Meyenburg „ihr eigenes Worpswede“ fand. Hier malte sie Landschaften, Interieurs, Stillleben und Menschen bei der Arbeit.